# Kappa Cephei
Désignations
Kappa Cephei (en abrégé κ Cep) est une étoile binaire de la constellation boréale de Céphée. Elle est visible à l'œil nu avec une magnitude apparente de 4,39. D'après la mesure de leur parallaxe annuelle par le satellite Gaia, les deux étoiles du système sont distantes de 320-327 années-lumière de la Terre.
En date de 2016, elles étaient disposées selon une distance angulaire de 7,3 secondes d'arc et un angle de position de 120°. La composante primaire, désignée Kappa Cephei A, est classée comme une géante bleue de type spectral B9III. L'étoile est trois fois plus massive que le Soleil et elle est âgée d'environ 300 millions d'années. Son rayon est environ 4,5 fois plus grand que le rayon solaire, elle est 191 fois plus lumineuse que le Soleil et sa température de surface est de 10 174 K.
La composante secondaire, Kappa Cephei B, est une étoile blanche de la séquence principale de type spectral A7V et d'une magnitude de 8,34. Elle est 32 % plus grande que le Soleil, 4 fois plus lumineuse que lui et sa température de surface est de 7 119 K.
Une troisième étoile de dixième magnitude, BD+77 763, est répertoriée en tant que composante C dans le Washington Double Star Catalog, mais c'est un objet beaucoup plus lointain qui n'est pas lié au système.